# Perry Rhodan – Das größte Abenteuer
Perry Rhodan – Das größte Abenteuer ist ein pseudobiographischer Science-Fiction-Roman des Autors Andreas Eschbach aus dem Jahre 2019.
Der Roman ist ein Prequel zu der seit 1961 laufenden Perry-Rhodan-Serie unter dem Motto »wie alles begann«. Beschrieben wird das Leben des Serienhelden Perry Rhodan von seiner Geburt bis zu dessen erstem interstellaren Raumflug.

## Handlung
Erzählt wird die Geschichte des jungen Piloten der US Air Force Perry Rhodan, der, 1936 geboren, in einer Welt aufwächst, die bis 1968 mit unserer Welt identisch zu sein scheint. Dann, zu Weihnachten 1968, missglückt der Flug von Apollo 8, das nicht mehr von seinem Flug zum Erdmond zurückkehrt. In der Folge ändert sich das Weltgeschehen aufgrund vorher im Untergrund ablaufender Vorgänge rasant und entwickelt sich schnell in eine alternative Geschichte unserer Welt. Die NASA wird aus dem Mondprogramm ausgebootet und das militärische Projekt Starfire, bei dem Perry Rhodan ab 1961 mit Unterbrechungen beschäftigt ist, übernimmt die Planungen für einen ersten bemannten Raumflug zum Mond, der dann auch 1971 stattfindet. In der Folge trifft Perry Rhodan auf dem Mond auf ein außerirdisches Raumschiff der Arkoniden, unterbindet mit der Technik der Arkoniden einen Weltkrieg und startet am Ende des Romans zu seinem ersten interstellaren Raumflug.
Die Geschichte Perry Rhodans und seines Werdegangs wird von seinem langjährigen Weggefährten Homer G. Adams erzählt, einem Menschen mit einem fotografischen Gedächtnis, der auch die Rolle des allwissenden Ich-Erzählers im Roman übernimmt und dem Leser immer wieder erläutert, wie er an die Informationen über Perry Rhodan gelangte. In seinen Verweisen nimmt Homer G. Adams zudem immer wieder Ereignisse der fernen Zukunft (der Perry-Rhodan-Serie) stichwortartig auf und stellt sie in den Kontext der biographischen Erzählung über den jungen Perry Rhodan. Nebenher erfahren wir noch in separaten kurzen Einblendungen die Geschichte des Erzählers und wie er auf Perry Rhodan aufmerksam wurde.
Bis zur alternativen Weichenstellung des Jahres 1968 mit der Apollo 8-Havarie ähnelt der Roman in vielen Dingen einem historischen Roman unter Beteiligung der Person Perry Rhodans. Schauplätze sind bis 1968 u. a. die US-Militärakademie West Point und die Pariser Studentenunruhen. Der Roman beschreibt zudem Perry Rhodan und seine Rolle als US Air Force-Pilot auf einigen wesentlichen Schauplätzen des 20. Jahrhunderts, von der Kuba-Krise bis zum Vietnamkrieg. Bis 1968 trifft Perry Rhodan u. a. die US-Präsidenten Johnson und Nixon ebenso wie den jungen Martin Luther King.
Nach der alternativen Weichenstellung der Apollo 8-Havarie fokussiert sich die NASA im Roman nicht mehr auf einen bemannten Raumflug zum Mond, sondern auf eine bemannte Raumstation im Erdorbit. Die wird, anders als die historische Station Skylab, Freedom 1 genannt und war bereits 1970 im All, drei Jahre früher als Skylab. Die Astronauten Neil Armstrong und Edwin Aldrin spielen in den Flügen zur Raumstation wichtige Rollen. Letzterer wird am Ende des Romans zum ersten Administrator der ersten Marskolonie. Perry Rhodan dagegen fliegt am 19. Juni 1971 zum Mond und damit beginnen die eigentlichen Geschehnisse der Perry-Rhodan-Serie.

## Rezeption
Der Roman schließt eine Lücke im Perry Rhodan-Universum:

„Andreas Eschbachs ultrafetter – und doch höchst vergnüglich zu lesender – Wälzer "Perry Rhodan. Das größte Abenteuer" fällt jedoch aus dem Rahmen. Er ist keinem Handlungszyklus der Serie entsprungen, sondern gewissermaßen die Vorgeschichte zu allem. Eschbach, der selbst schon einige Gastbeiträge für die Serie geschrieben hat, liefert uns hier die Biographie Rhodans, ehe dieser zum "Erben des Universums" wurde – und schließt damit eine erstaunliche Lücke.“

## Ausgaben
- 2019 Erstausgabe bei Fischer Tor
  - Hardcover, 848 Seiten – ISBN 978-3-596-70145-2.
  - E-Book – ISBN 978-3-1049-0598-3
- 2019 Erstausgabe beim Argon Verlag
  - Hörbuch (ungekürzt, 29 Stunden, 24 Minuten), gelesen von Uve Teschner, 4 CDs – ISBN 978-3-8398-1689-9, Download als MP3
- 2020 Taschenbuchausgabe bei Fischer Tor
  - 848 Seiten – ISBN 978-3-596-70146-9